# کارنیادس
کارنیادس  (به انگلیسی: Carneades؛ ‎/kɑːrˈniːədiːz/‎ ؛ یونانی: Καρνεάδης ,Karneadēs» of Carnea»؛ زادهٔ ۲۱۴/۲۱۳ پیش از میلاد در شحات، درگذشته ۱۲۹/۱۲۸ پیش از میلاد در آتن) یک فیلسوف یونانی و شاید برجسته‌ترین رئیس آکادمی شک در یونان باستان بود.

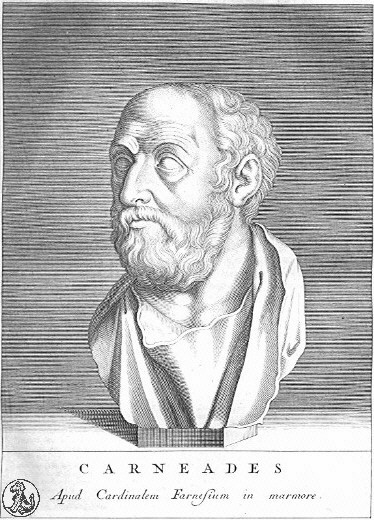
کارنیادس ، فیلسوف افلاطونی

کارنیادس در سیرنه متولد شد. او تا سال ۱۵۹ پیش از میلاد شروع به حمله به بسیاری از آموزه‌های جزمی قبلی، به‌ویژه رواقیون و حتی اپیکوریان کرده بود که شک‌گرایان قبلی از آن‌ها در امان بودند. او یکی از سه فیلسوفی بود که به‌عنوان محقق (رهبر) آکادمی، در سال ۱۵۵ پیش از میلاد به رم فرستاده شد، در آن‌جا سخنرانی‌های او در مورد عدم قطعیت عدالت باعث ایجاد حیرت در میان سیاستمداران برجسته شد. 
کارنیادس هیچ نوشته‌ای از خود باقی نگذاشت. بسیاری از نظرات کارنیادس تنها از طریق جانشین او کلیتوماخوس شده‌است. به نظر می‌رسد که او نه تنها در توانایی حواس بلکه در توانایی عقل نیز در کسب حقیقت تردید داشته‌است. با این حال، تردید او با این باور تعدیل شد که با این وجود، می‌توانیم احتمالات (نه به‌معنای احتمال آماری، بلکه به‌معنای متقاعدسازی) از حقیقت را تعیین کنیم تا ما را قادر به عمل کند.